# Lambaye
Lambaye és una ciutat del centre del Senegal. Avui dia és capital de la comunitat rural de Lambaye i del districte o arrondissement de Lambaye, al departamemt de Bambey, regió de Diourbel. tota la comunitat rural tenia el 2007 27.293 habitants una gran part dels quals són a Lambaye.
Fou la capital històrica del regne de Bawol.